# Rábanos
Rábanos est une commune d'Espagne dans la communauté autonome de Castille-et-León, province de Burgos. Elle s'étend sur 40,64 km2 et comptait environ 97 habitants en 2011.